# Tierra de odios
Tierra de odios (en inglés: Dangerous Ground) es un thriller, una coproducción de Estados Unidos y de Sudáfrica de Darrell James Roodt del año 1997 protagonizado por Ice Cube y Ving Rhames.

## Argumento
Vusi es un trabajador social que regresa después de 14 años de Estados Unidos a Sudáfrica, a su pueblo natal, para poder asistir al funeral de su padre. Tuvo que abandonar Sudáfrica hace 14 años debido al apartheid, porque había luchado contra ella y tenía razones para temer por su vida, ya que el estado le echó por ello una mirada peligrosa hacia él.
Puesto que él es el hijo mayor, también se ha convertido con la muerte de su padre en la cabeza de la familia. Por lo tanto, según la costumbre de su gente, él tiene la responsabilidad de buscar a su hermano menor Stephen, que vive en Johannesburgo y no ha estado en el entierro. 
Durante su búsqueda, se da cuenta de que Sudáfrica ha cambiado. En muchos aspectos se ha vuelto similar a América y el racismo imperante en el pasado ahora sólo se ha convertido en un problema secundario, pero durante su búsqueda también tiene que darse cuenta de que el mal anterior ha sido sustituido por otro en muchas maneras, la droga. Percata a Sudáfrica como un país libre pero ignorante y con falta de experiencia al respecto, sobre todo porque ha vivido aislado durante tanto tiempo debido al apartheid. Es, por lo tanto víctima de traficantes de droga como Muki, el cual está buscando a su hermano, porque no ha pagado un préstamo de drogas que le dio. Él le da a Vusi la oportunidad de pagar 15.000 dólares en dos días en lugar de su hermano a cambio de no matarlo a través de un sicario que hay en gran número como secuela de la lucha contra el apartheid.
Vusi descubre que su hermano y su novia Karen son adictos a las drogas. Encuentra a su hermano con la ayuda de su novia y paga su deuda después de lanzar un duro reproche hacia su hermano por su comportamiento irresponsable. Aun así Muki mata a su hermano como una advertencia para otros que no quieran pagar a tiempo. Además él deja a él y a Karen solo con vida para que puedan contarlo a sabiendas de que no van a ir a la policía, porque también demostró en ese acto, que él controla a la policía, ya que lo hizo delante de un policía de alto rango tratándolo además como subordinado suyo después del asesinato. Finalmente Muki hizo entenderles implícitamente que matará a sus familiares a través de sicarios, si lo denuncian y que aun así él va a salirse con la suya por su control dentro de la policía.
De vuelta en su pueblo natal Vusi le cuenta a su otro hermano Ernest, lo que sucedió y cuán grande el problema de las drogas es en las ciudades. Implícitamente le dice incluso, que es aún mayor que en los Estados Unidos, porque, adicionalmente, en Sudáfrica la mayoría negra del país tiene el problema que tuvo la minoría afroamericana en los años 70 en América después de haber conseguido su libertad en los años 60, el de buscar obsesivamente el paraíso después de haber sufrido tanto sin tener además la necesaria madurez y sabiduría, lo que ha dado a gente como Muki un poder tal, que incluso pueden llegar a controlar a la policía del país y abusarla en provecho propio. Su solución para el asesinato de su hermano, por lo tanto, es sólo una dadas las circunstancias, la venganza.
Después del funeral de su hermano en su pueblo natal, Vusi planea la venganza junto con su hermano Ernest y Karen. Obtienen armas, que Ernest, también luchador contra el apartheid, tenía escondidas y que no había entregado después de su fin. Una vez de vuelta a Johannesburgo, ejecutan la venganza con un plan bien pensado. Muki y sus secuaces, que tienen su estancia en un rascacielos, mueren.
Bajo la influencia de estos acontecimientos Vusi decide permanecer en Sudáfrica para tratar el problema de las drogas, algo que puede hacer gracias a sus conocimientos y su experiencia como trabajador social. También se encarga de Karen, que el considera a partir de ahora como miembro de la familia. Juntos con Ernest dejan Johannesburgo y regresan a su pueblo natal.

## Reparto
- Ice Cube como Vusi Madlazi.
- Elizabeth Hurley como Karen.
- Ving Rhames como Muki.
- Ron Smerczak como Policía de interrogatorio.
- Sechaba Morojele como Ernest Madlazi.
- Eric Miyeni como Steven Madlazi.
- Greg Latter como Sam.
- Thokozani Nkosi como Joven Vusi.

## Producción
La película fue filmada en varias localidades en Sudáfrica, para ser más precisos en Johannesburgo, Soweto, Sun City y Coffee Bay.

## Recepción
La película se estrenó en los Estados Unidos el 12 de febrero de 1997. Sin embargo, pese a tener a conocidos como Ice Cube y Elizabeth Hurley, la película no llegó a estrenarse comercialmente en los cines españoles, pasando directamente al ámbito videográfico o televisivo. Eso ocurrió, porque la película fue un fracaso de taquilla.